# Sphingonotus salinus
Sphingonotus salinus är en insektsart som först beskrevs av Peter Simon Pallas 1773.  Sphingonotus salinus ingår i släktet Sphingonotus och familjen gräshoppor. Inga underarter finns listade i Catalogue of Life.